# Condições normais de temperatura e pressão
As condições normais de temperatura e pressão (cuja sigla é CNTP no Brasil e PTN em Portugal) referem-se à condição experimental com temperatura e pressão de 273,15 K (0 °C) e 101 325 Pa (101325 Pa = 1,01325 bar = 1 atm = 760 mmHg), respectivamente. Esta condição é comumente empregada para medidas de gases em condições atmosféricas (ou de atmosfera padrão). O equivalente de CNTP/PTN em inglês é NTP (normal temperature and pressure).
Há duas condições de temperatura e pressão comumente utilizadas, sendo elas:
- CNTP no Brasil e PTN em Portugal, com valores de temperatura e pressão de 273,15 K e 101 325 Pa (pressão normal), respectivamente. A IUPAC (União Internacional da Química Pura e Aplicada) recomenda que o uso desta pressão, igual a 1 atm (pressão atmosférica normal), seja descontinuado.

- CPTP [1] no Brasil e PTP em Portugal (sigla significando Condições Padrão de Temperatura e Pressão), referindo-se às atuais STP[2] (do inglês - Standard Temperature and Pressure) com valores de temperatura e pressão de 273,15 K (0 °C) e 100 000 Pa = 1 bar, respectivamente.

## Valor convencional para o volume molar de um gás ideal
Atualmente o CODATA (CODATA, 2022)  recomenda para o volume molar de um gás ideal, os seguintes valores:
- Nas CNTP (273,15 K; 101 325 Pa) = 22,413 969 54 dm3 mol-1   (exatamente)
- Nas CPTP (273,15 K; 100 000 Pa) = 22,710 954 64 dm3 mol-1   (exatamente)

Estes são os melhores valores estimados para o volume molar, conhecidos também na metrologia como valor convencional (de uma grandeza)